# Dicranomyia absens
Dicranomyia absens är en tvåvingeart som beskrevs av Enrico Adelelmo Brunetti 1912. Dicranomyia absens ingår i släktet Dicranomyia och familjen småharkrankar. Inga underarter finns listade i Catalogue of Life.